# Artur Niedzielski (lekarz)
Artur Bartosz Niedzielski (ur. 7 czerwca 1977) – polski lekarz otolaryngolog, naukowiec, nauczyciel akademicki, profesor nauk medycznych.

## Życiorys
Absolwent VI Liceum Ogólnokształcącego w Lublinie. W 2002 ukończył studia w Wydziale Lekarskim Akademii Medycznej im. Feliksa Skubiszewskiego w Lublinie. Specjalista w zakresie otorynolaryngologii (2012), audiologii i foniatrii (2015), otorynolaryngologii dziecięcej (2015).
Stopień doktora nauk medycznych uzyskał w 2009 w Uniwersytecie Medycznym w Lublinie na podstawie rozprawy pt. Mikrobiologiczne, kliniczne i immunologiczne aspekty wysiękowego zapalenia uszu u dzieci. W 2014 w tej samej uczelni uzyskał stopień doktora habilitowanego na podstawie pracy pt. Analiza występowania wybranych gatunków bakterii kolonizujących górne drogi oddechowe w procesach zapalno-przerostowych migdałka gardłowego. W 2019 otrzymał stanowisko profesora w Centrum Medycznym Kształcenia Podyplomowego. W 2020 otrzymał tytuł profesora
Zawodowo związany z Centrum Medycznego Kształcenia Podyplomowego oraz Uniwersytetem Medycznym w Lublinie. Kierownik Kliniki Otorynolaryngologii Dziecięcej CMKP. W kadencji 2020-2024 Prodziekan Szkoły Nauk Medycznych CMKP. W dniu 25 września 2024 wybrany przez Radę Naukową CMKP na stanowisko Zastępcy Dyrektora - Prorektora ds. Dydaktycznych w kadencji 2024-2028.
Od 15 października 2018 pełni funkcję konsultanta wojewódzkiego w dziedzinie otorynolaryngologii dla województwa mazowieckiego.

## Członkostwa w instytucjach naukowych
- Członek Komisji Egzaminacyjnej Państwowego Egzaminu Specjalizacyjnego w dziedzinie  otorynolaryngologii i otorynolaryngologii dziecięcej.
- Członek Towarzystwa Otolaryngologów Dziecięcych[10],
- Członek Polskiego Towarzystwa Otolaryngologów.
- Członek Towarzystwa Otolaryngologów, Foniatrów i Audiologów Polskich[11].

- Członek Komitetu Redakcyjnego czasopisma naukowego Journal of Hearing Science[12].
- Członek Rady Naukowej czasopisma naukowego Nowa Audiofonologia[13]
- Ponadto redaktor sekcji klinicznej czasopisma naukowego Wiedza Medyczna[14].
- Kierownik i organizator kursów specjalizacyjnych dla lekarzy specjalizujących się w otolaryngologii i otorynolaryngologii dziecięcej.

## Publikacje
- Autor lub współautor kilkuset publikacji naukowych i doniesień zjazdowych z obszaru otolaryngologii, audiologii, foniatrii oraz otoneurologii.

## Odznaczenia
- Brązowy Krzyż Zasługi (2020)[15].